# Umowa piska

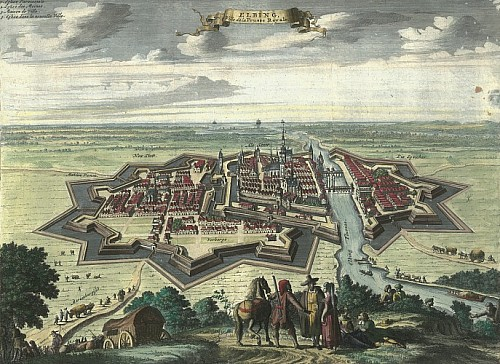
Elbląg ok. 1720 roku

Umowa piska – porozumienie zawarte w Piszu (d. Jańsbork) 7 czerwca 1698 roku pomiędzy Augustem II Mocnym i Fryderykiem I Pruskim.
Na mocy traktatów welawsko-bydgoskich z 1657 roku Prusy Książęce otrzymały m.in. zgodę na zajęcie Elbląga z prawem jednak wykupu miasta przez Rzeczpospolitą za 200.000 talarów. W związku z natarczywym upominaniem się o miasto przez Fryderyka III król August II Mocny zgodził się w rokowaniach z Fryderykiem III na zajęcie przez Prusy Elbląga w dogodnej dla nich porze w zamian za 150.000 talarów i zobowiązał się powstrzymać ewentualne polskie próby odzyskania miasta. Zgodnie z tym układem oddziały brandenburskie próbowały zająć miasto w 1699 roku, co udało się osiągnąć po drugim oblężeniu.
Wobec wzburzenia w Polsce rozpoczęły się rokowania o Elbląg, które zakończyły się 17 grudnia 1699 roku. Prusacy zwrócili Elbląg w zamian za 300.000 talarów, które Sejm zobowiązał się wpłacić w zamian za zastawione na potrzeby traktatu klejnoty koronne. III wojna północna spowodowała, że zebranie tej sumy stało się niemożliwe, w związku z tym w 1703 roku żołnierze elektorscy zajęli wiejskie posiadłości Elbląga.